# Leucobryum chevalieri
Leucobryum chevalieri là một loài rêu trong họ Dicranaceae. Loài này được Cardot & Thér. mô tả khoa học đầu tiên năm 1911.